# تاوقريت
تاوقريت بلدية جزائرية تابعة لولاية الشلف بالجزائر هي عاصمة لدائرة بنفس الاسم.

## أصل التسمية
توجد ببلدية تاوقريت بدوار سيدي عيسى آثار لقلعة رومانية قديمة يحكى أن مالك تلك القلعة والأراضي المعروفة الآن بتاوقريت بإقطاعي اسمه تــا وله زوجة اسمها قريــت فعند القدماء عند ذكر المنطقة يقال أراضي تــــا وقريـــت فالواو حرف عطف.[بحاجة لمصدر]
كان اسمها إبان الاستعمار بول روبرت (بالفرنسية: Paul Robert)‏

## موقعها
تقع بلدية تاوقريت في أعالي جبال الظهرة على بعد 60 كلم من الشمال الغربي لعاصمة الولاية.
يحدهـا من الشمال بلدية المرسى ومن الغرب بلدية الظهرة ومن الجنوب بلدية سيدي أمحمد بن علي وبلدية عين مران ومن الشرق بلدية الهرانفة وبلدية مصدق.
تتكـون غالبيـة أراضـي البلديـة مـن جبال متفاوتـة الارتفاع تتخللها أوديـة وسهول حيث تصل نقاط الارتفاع إلى 730 م عن سطح البحر.
تتميز بموقعهـا الجغرافي الهام فهي منطقة محورية تتوسط عدة بلديـات فتبعد عن بلدية مصدق بـ 17 كلم وعن بلدية الهرانفة بـ 14 كلم وعن بلدية عين مران بـ 17 كلم وعن بلدية سيدي أمحمد بن علي بـ 17 كلم وعن بلدية الظهرة  بـ  12 كلم.

## المساحـة وعدد السكان
تبلـغ مساحـة بلديـة تاوقريت حوالي 236 كلم2 ويغلب عليهـا الطابع الغابي أما عدد سكـانها فيبلغ 27.575 نسمة إستنادا  للإحصائيات الأخيرة لسنة 2008 بحيث يبلغ عدد الذكور 13.639 نسمة بينما يقدر عدد النساء بـ 13.936 نسمة.

## الاقتصاد
تتميز البلديـة بالطابع الفلاحي حيث أن معظم سكانهـا يعتمدون على الزراعة، يظهر ذلك في المستثمرات الفلاحية الجماعية والفردية، حيث تقدر المساحة الإجمالية للأراضي الفلاحية 12.800 هكتار إضافة إلى ممارسة سكانها لبعض الأنشطة الخدماتية المنشأة حديثاً.

## المعالم الأثريـة
توجد ببلدية تاوقريت قلعـة أولاد عبد الله بسيدي عيسى وهي مستعمرة رومانية يعود تاريخها إلى القرن الرابع ميلادي تقع فوق هضبة صخرية على طول 01 كلم وعرض 300 م ذات طابع معماري فريد من نوعه وذلك نظراً لطبيعة موقعهـا الصخري، كما يوجد بهـا أبراج مراقبة محفورة في الجبل بدون أي تهيئة  بالإضافة وجود عدة خزانات مائية محفورة في الصخور.
لقد تم تصنيف هذه القلعة كموقع أثري في الفترة الاستعمارية سنة 1905 وأعيد تصنيفها سنة 1965 طبقاً للأمر رقم: 67-281 المتعلق بالحفريات وحماية المواقع الأثرية كموقع أثري.

## الشؤون الدينية

### المساجد
تحتوي هذه البلدية على العديد من المساجد التي تشرف عليها مديرية الشؤون الدينية والأوقاف لولاية الشلف تحت وصاية وزارة الشؤون الدينية والأوقاف.
- المسجد العتيق
- مسجد عمرو بن العاص
- مسجد الأمير عبد القادر

### الزوايا
- «زاوية الشعابنية».[2]

## المصدر
- من الموقع الرسمي لولاية الشلف